# Some Steamer Scooping
Some Steamer Scooping è un cortometraggio muto del 1914 diretto e interpretato da Maurice Costello.

## Produzione
Il film fu prodotto dalla Vitagraph Company of America.

### Cast
- Costello: Il regista Maurice Costello era il marito di Mae Costello (ma i due avevano divorziato nel 1910) e le piccole Dolores e Helene (rispettivamente del 1903 e del 1906) erano nate dal loro matrimonio. Anche loro avrebbero poi proseguito nella carriera di attrici.
- Young: Clara Kimball Young, la protagonista del film, una delle più note attrici del cinema muto, era sposata con James Young, attore e regista che la diresse per gran parte della sua carriera.

## Distribuzione
Distribuito dalla General Film Company, il film - un cortometraggio di 210 metri - uscì nelle sale cinematografiche statunitensi il 12 febbraio 1914. Nelle proiezioni, veniva programmato con il sistema dello split reel, accorpato in un'unica bobina con un altro cortometraggio prodotto dalla Vitagraph, il documentario Niagara Falls.